# Herman Bolten
Herman Bolten (Heiloo, 1959) is een Nederlandse acteur.
Herman Bolten  speelde in verschillende Nederlandse televisieprogramma's en in films. Hij was meestal maar een aflevering te zien bij een serie, net zo als in: Bureau Kruislaan, Onderweg naar Morgen waar hij de rol van Bookie speelde, Baantjer was hij in twee afleveringen te zien als twee karakters en speelde hij rollen in: Russen als Kees, De co-assistent en sinds 2011 speelde hij een grote rol in dramaserie Overspel waar hij de rol van Wim Holtrop op zich nam. In 2012 was hij nog te zien in een aflevering Flikken Maastricht. Ook speelde Bolten in twee films: Escort en Gezocht: Man.

## Filmografie

### Televisieseries
- 2025: Medisch Centrum West - Julius Crommerling (1 aflevering)
- 2016: Goede tijden, slechte tijden - Maurits van Dalen
- 2012: Flikken Maastricht - Jaap (1 aflevering)
- 2011: Overspel - Wim Holtrop (11 afleveringen)
- 2010: De co-assistent - Renee Boers (1 aflevering)
- 2009: Slot Marsepeinstein - Frits
- 2008: Keyzer & de Boer advocaten - Committee chairman (1 aflevering)
- 2004: Dunya en Desie - Alberts (1 aflevering)
- 2004: Russen - Kees (1 aflevering)
- 2000: Baantjer - Robert van Loon (1 aflevering)
- 1999: Leven en dood van Quidam Quidam - Passer-by (1 aflevering)
- 1999: Blauw blauw - Loomans (1 aflevering)
- 1996: Baantjer - Karel Ouwehand (1 aflevering)
- 1996: Onderweg naar Morgen - Bookie (2 afleveringen)
- 1996: SamSam - Klaas (1 aflevering)
- 1992: Bureau Kruislaan - Van Dalen (1 aflevering)
- 1991: Suite 215 - Gerrit Kas (1 aflevering)

### Films
- 2006: Escort - Klant
- 2005: Gezocht: Man - Dokter